# Corus burgeoni
Corus burgeoni är en skalbaggsart som först beskrevs av Stefan von Breuning 1935.  Corus burgeoni ingår i släktet Corus och familjen långhorningar. Inga underarter finns listade i Catalogue of Life.